# Магнолия (фильм)
«Магно́лия» (англ. Magnolia) — американский драматический фильм режиссёра Пола Томаса Андерсона, вышедший в 1999 году. По утверждению самого режиссёра, «Магнолия» — его лучшая картина. В основу сюжета легла известная мистификация о самоубийстве Роналда Опуса.
На 50-м Берлинском кинофестивале фильм победил в основной конкурсной программе и получил главный приз «Золотой медведь». Исполнитель роли второго плана Том Круз за актёрскую работу в ленте выдвигался на премию «Оскар» и был удостоен третьего «Золотого глобуса». Роль умирающего от рака Эрла Патриджа стала для актёра Джейсона Робардса последней в его карьере — в декабре 2000 года он скончался от рака лёгких.

## Сюжет
В начале фильма рассказчик повествует о трех невероятных совпадениях:
Сэр Эдмунд Уильям Годфри, житель Гринберри Хилл (Лондон), был убит тремя бродягами, которые хотели ограбить его аптеку. Фамилии этих людей — Грин, Берри и Хилл.
Крупье блек-джека Делмер Дарион отправился на подводное плавание на озеро, где был случайно поднят пожарным самолётом, который направлялся на тушение близлежащего лесного пожара. Дарион умер от сердечного приступа. Интересно, что за два дня до этого пилот самолёта Крэйг Хансен подрался с Дарионом в казино. В итоге чувство вины побудило Крэйга совершить самоубийство.
В 1958-м  17-летний Сидни Барринджер попытался покончить жизнь самоубийством, спрыгнув с крыши своего жилого дома в Лос-Анджелесе. В это время его родители, Фэй и Артур, спорили в их квартире. Фэй пригрозила Артуру дробовиком и случайно выстрелила в окно, как раз, когда Сидни пролетал мимо, так что тот скончался от огнестрельного ранения. При этом внизу была предохранительная сеть, которая бы спасла жизнь подростка, если бы его не застрелили. Родители не знали, что оружие было заряжено, так как Сидни сам зарядил его несколько дней назад, надеясь, что один из них убьет другого. В итоге Фэй арестовали за убийство, а Сидни стал соучастником в собственной смерти.
Действие переносится в 1999 год. Клаудия Уилсон Гейтор (Мелора Уолтерс), страдающая от депрессии и наркотической зависимости, встречает мужчину в баре. Они занимаются сексом в её квартире. На следующее утро её навещает отец, ведущий игрового шоу Джимми Гейтор (Филип Бейкер Холл). Он говорит Клаудии, что у него рак костного мозга, и он скоро умрет. Девушку не беспокоит здоровье отца и она яростно прогоняет его из квартиры. Мужчина из бара также уходит.
Этим же утром медбрат Фил Парма (Филип Сеймур Хоффман) прибывает в большой дом, чтобы присматривать за Эрлом Партриджем (Джейсон Робардс), пожилым телевизионным магнатом, умирающим от рака мозга и лёгких. Линда Партридж (Джулианна Мур), молодая трофейная жена Эрла, отправляется к доктору, чтобы получить сильнодействующее обезболивающее, дабы уменьшить его страдания. В это время Эрл говорит Филу, что у него есть сын: секс-гуру Фрэнк Мэки, настоящее имя которого Джек Партридж. Эрл хочет увидеться с сыном перед своей смертью, поэтому Фил пытается связаться с ним.
В настоящее время Фрэнк (Том Круз) ведёт семинар «Соблазни и уничтожь», который направлен на то, чтобы мужчины использовали женщин для секса. Репортер Гвеновье прибывает в студию, чтобы взять у него интервью.
Донни Смит (Уильям Х. Мэйси), выигравший в детстве крупную сумму денег на шоу Джимми Гейтора «Что знают дети», теперь работает в магазине электроники. Владелец магазина, Соломон Соломон (Альфред Молина) увольняет его, когда продажи падают. Донни умоляет его сохранить ему работу, но тот непреклонен, так что первый вынужден отдать ключи от магазина.
Джим Карринг (Джон Си Райли) религиозный полицейский, который недавно развелся, а теперь находится в поиске пары, идёт на вызов, связанный с жалобой на шум. Там в женском шкафу он находит труп. Хотя он прибыл на место первым, старшие коллеги игнорируют его во время опроса. Снаружи он встречает мальчика по имени Диксон, который, пытаясь помочь Джиму с расследованием, читает рэп о «Черве» и Боге, приносящем дождь. Джим не обращает на него внимания и уходит.
Стэнли Спектора (Джереми Блэкмэн) мальчика-вундеркинда, нынешнего участника телевизионного конкурса, забирает из школы его отец Рик (Майкл Боуэн), скупой актёр. Он отвозит сына в студию, чтобы тот мог выиграть ещё больше денег. Самому Стэнли это совсем не доставляет удовольствия.
После полудня начинается дождь. В игровом шоу группа из трёх детей выступает против одного из трёх взрослых, отвечая на вопросы. Стэнли и двое других детей пользуются славой, благодаря участию в шоу, хотя на самом деле Стэнли — главная причина, почему их группа просуществовала так долго, так как остальные дети почти ничего не делают. Джимми крепко выпивает перед началом записи. Шоу начинается в 15:30, и Стэнли, как обычно, мастерски отвечает на вопросы Джимми, так что дети вновь вырываются вперёд взрослых. Во время рекламного перерыва Стэнли просит разрешения пройти в уборную, но ему отказывают.
Джим отправляется по жалобе на шум в квартире Клаудии. Спрятав свой кокаин, она открывает дверь, и Джим тут же оказывается сражен её красотой. Он осматривает место и решает не доставлять ей проблем, однако не хочет уходить, а потому завязывает с ней разговор.
Донни входит в бар (который прошлой ночью посещала Клаудия), где выясняется, что он хочет скопить себе деньги на брекеты, так как хочет завязать отношения с барменом Брэдом, который также их носит. Донни сильно напивается, так как Брэд заигрывает с другим клиентом. Позже он сам начинает разговор с последним, которому с болью рассказывает о своей безответной любви, а также о том, что родители забрали все его выигранные деньги и бросили его.
Линда идёт в аптеку за лекарствами, включая морфин для Эрла. Фармацевт пытается завязать с ней разговор, но Линда находит его вопросы слишком личными, в связи с чем выходит из себя и  покидает аптеку, так и не забрав лекарства.
Фил заказывает несколько порнографических журналов, чтобы найти номер курса «Соблазни и уничтожь». Он звонит по номеру и пытается пробиться к Фрэнку. Вскоре одна из собак Эрла проглатывает несколько таблеток, которые Фил случайно выронил.
На семинаре проходит перерыв, и Гвеновье берет у Фрэнка интервью. Во время интервью репортер расспрашивает Фрэнка о его отце, так как ранее он солгал, что тот уже умер. Выясняется, что Эрл бросил свою первую жену Лили, когда та заболела раком. Юному Фрэнку пришлось заботиться о ней, пока она лежала на смертном одре.
Линда говорит своему адвокату, что хочет изменить завещание Эрла, поскольку много раз изменяла ему, а полюбила его по-настоящему лишь после того, как у него обнаружили рак. Адвокат говорит, что она не может изменить завещание, но может отказаться от полагающегося ей наследства. Линда не хочет делать этого, ведь тогда все деньги отойдут Фрэнку (ранее Эрл солгал ей о своих отношениях с Фрэнком, обвиняя сына в разрыве их отношений). В разочаровании она возвращается домой. Она пытается совершить самоубийство в гараже, надышавшись угарным газом, но в последний момент останавливается, дабы принести Эрлу морфин.
Пьяный Донни признается Брэду в своих чувствах, после чего его рвёт в уборной. Затем он возвращается домой и забирает запасные ключи от магазина, которые он тайно создал. Теперь он планирует ограбить бывших работодателей, чтобы получить деньги на брекеты.
Стэнли понимает, что окружающие его люди используют его ради денег и славы, а потому перестает отвечать на вопросы, так что взрослые вырываются вперед. Также прямо во время игры он мочится в штаны, а Джимми теряет сознание из-за своего ухудшающегося состояния здоровья. Ведущий вскоре приходит в себя, однако Стэнли отказывается участвовать в последнем раунде и начинает разглагольствовать о том, что люди видят в нём только его возраст и интеллект. Из-за этого шоу заканчивается без явного победителя. Рик приходит в ярость. Стэнли покидает студию и врывается в школьную библиотеку, где начинает изучать книги о детях-гениях. Джимми возвращается домой к своей жене Роуз.
Офицер Карринг покидает квартиру после того, как назначает с Клаудией свидание на этот вечер. Когда он уходит, Клаудия вновь достает кокаин и включает шоу как раз в тот момент, когда Стэнли начинает свою тираду. Когда передача заканчивается, то Клодия по неясной причине начинает плакать.
Во время вождения Джим замечает подозрительного мужчину (известного под криминальным прозвищем «Червь»), которого начинает преследовать. Червь стреляет в Джима, тогда как Диксон крадет пушку Джима. После этого Диксон и Червь убегают, а Джим становится посмешищем среди своих коллег-офицеров. После этого он возвращается к себе домой, дабы подготовиться к свиданию.
Фил связывается с ассистентом Фрэнка, тогда как сам Фрэнк продолжает свое интервью, большую часть которого он лишь молчит. Вскоре он начинает думать над тем, отвечать ли на звонок Фила. Линда входит в дом и, узнав кому звонит Фил, немедленно заставляет его повесить трубку. Фрэнк также решает не разговаривать с Филом, так что тоже вешает трубку. Семинар продолжается, однако из-за произошедших событий Фрэнк теряет самообладание. После семинара он решает поехать к Эрлу, однако не сразу решается зайти внутрь.
После слёзных извинений перед Филом Линда уходит, чтобы покончить жизнь самоубийством. Она паркуется в другом месте и принимает лекарства, запив их алкоголем. В это время Эрл говорит Филу о своих сожаления по поводу того, что бросил сына и свою первую жену, которой был крайне неверен. Фил успокаивает его, давая ему морфин.
Наступает вечер, и дождь прекращается. Клаудия и Джим идут в ресторан. Однако свидание проходит скверно, так как после поцелуя невротическая ненависть Клаудии к себе заставляет её уехать домой. Джимми признается Роуз (Мелинда Диллон), что в прошлом изменял ей, а также в развратных действиях в отношении Клаудии в детстве. В ярости и отвращении Роуз покидает дом, крича, что Джимми заслуживает смерти в одиночестве. Гейтор достает пистолет и готовится покончить с собой.
Диксон находит умирающую Линду и крадет её деньги, после чего вызывает скорую помощь, которая забирает её в реанимацию.
Фрэнк, наконец, решается войти в дом и говорит с Эрлом, который не может ответить ему, так как находится под действием лекарств. Фил с радостью наблюдает за воссоединением отца и сына. Поначалу Фрэнк зол и враждебен, но вскоре начинает плакать и умолять Эрла не умирать.
Донни успешно грабит магазин и уходит, хотя один из его ключей ломается в двери. На обратном пути он оказывается поражен содеянным, так что решает вернуть деньги. Так как его ключ сломался, он пытается зайти с другого входа, забравшись на телефонный столб.
Джим проезжает мимо и видит Донни, забирающегося на телефонный столб. Он уже собирается арестовать его, однако внезапно начинается дождь из лягушек. Одна из них падает прямо на Донни, так что тот падает на землю и травмирует зубы. Клодия из-за лягушек попадает в аварию. Роуз прибывает и утешает свою испуганную дочь. Скорая помощь Линды опрокидывается. Джимми из-за упавшей на его голову лягушки случайно стреляет в телевизор, после чего теряет сознание, а искра начинает в доме пожар.
Из библиотеки Стэнли с улыбкой наблюдает за происходящим. Эрл неожиданно просыпается и видит Фрэнка, пытаясь поговорить с ним, но умирает, так и не успев ничего сказать.
На следующее утро Стэнли возвращается домой и будит отца, который ничуть не опечалился из-за пропажи сына. Стэнли говорит Рику быть к нему добрее, однако отец лишь холодно велит ему идти спать.
Тело Эрла забирают вместе с телом собаки, проглотившей таблетку. Фил плачет, заправляя пустую постель. После звонка из больницы, Фрэнк направляется туда, чтобы увидеть Линду, которая поправляется.
К Джиму возвращается его пистолет, неожиданно упав с неба. Услышав историю Донни, он решает не арестовывать его. Они вместе возвращают деньги в магазин. После этого офицер посылает Донни к своему знакомому, который может помочь ему исправить его зубы.
Роуз открывает дверь, пока Клаудия сидит на кровати. Джим входит в комнату и разговаривает с Клаудией, которой сообщает о том, что будет любить её и принимать такой, какая она есть. Вначале Клаудия выглядит опечаленной, но затем улыбается и соглашается.

## В ролях
- Том Круз — Фрэнк Мэки, ведущий телепередачи для мужчин, проповедующий свои отношения и взгляды на общение с женщинами. Сын Эрла Патриджа.
- Джон Кристофер Райли — Джим Карринг, сострадательный и немного рассеянный полицейский, влюбляется в Клодию во время очередного вызова.
- Филип Сеймур Хоффман — Фил Парма, медбрат при неизлечимо больном Эрле Патридже, хочет помочь последнему встретиться с сыном.
- Джулианна Мур — Линда Партридж, жена Эрла, вышедшая замуж по расчёту, и лишь когда жизнь мужа подошла к концу, понявшая, что любит его.
- Филип Бейкер Холл — Джимми Гейтор, ведущий программы «Что знают наши дети», кажется символом хранения семейных ценностей и в то же время является полной противоположностью своего образа.
- Мелора Уолтерс — Клаудия Гейтор, дочь Джимми и Розы Гейтор, наркоманка, которая хочет поведать кому-нибудь об этом.
- Уильям Х. Мэйси — Донни Смит, известный вундеркинд 60-х годов, ныне едва справляющийся со своей работой в магазине электроники.
- Джейсон Робардс — Эрл Патридж, умирающий от рака старик, желающий встретиться с сыном перед смертью.
- Джереми Блэкмэн — Стэнли Спектор, вундеркинд, запоминающий самую разнообразную информацию и страдающий от недостатка внимания со стороны отца и окружающих.
- Майкл Боуэн — Рик Спектор, отец Стэнли, устраивающий свою жизнь за счёт сына.
- Мелинда Диллон — Роза Гейтор, преданная жена, бросает своего мужа, услышав от него ужасное признание.
- Эйприл Грейс — Гвеновье, репортер, берущая интервью у Фрэнка Мэки.
- Альфред Молина — Соломон Соломон, владелец магазина электроники
- Джимм Бивер.
- Томас Джейн — молодой Джимми Гейтор.
- Генри Гибсон — Трастон Хауэлл.
- Лиллиэн Адамс — старая соседка Донни.
- Кларк Грегг — директор этажа WDKK.
- Пэттон Освальт — Делмер Дарион.
- Нил Флинн — Дэниэл Хилл.
- Мэтт Джеральд — офицер.
- Айлин Райан — Мэри.
- Фелисити Хаффман — Синтия.
- Клео Кинг — Марси, женщина к которой на вызов, связанный с жалобой на шум, прибыл Джим Карринг

## Создание
Съёмки фильма заняли 90 дней, хотя первоначально предполагалось уложиться в 77. Съёмочный период: 12 января — 24 июня 1999. Фактически весь основной актёрский состав перешёл в фильм из предыдущей ленты Пола Томаса Андерсона «Ночи в стиле буги» (1997). Вместе с актёрами в проект пришли те же оператор, монтажёр и художник по костюмам.
Андерсон написал сценарий за две недели. Все это время он находился в домике Уильяма Х. Мэйси в Вермонте и боялся выйти наружу, потому что увидел змею. Клаудиа, сыгранная Мелорой Уолтерс, была первой героиней, которую придумал Андерсон. Все остальные герои уже «подгонялись» под неё. Андерсон также придумал постер для фильма и сам монтировал рекламные ролики.
Андерсон посетил съёмочную площадку фильма Стэнли Кубрика «Широко закрытые глаза» (1999), где и предложил Тому Крузу роль Фрэнка Мэкки. Круза так впечатлил сценарий, что он согласился сыграть роль секс-гуру на невыгодных для него финансовых условиях.
Генри Гибсон играет Терстона Хаэулла; это имя герой получил в честь героя Джима Бакуса из сериала Остров Гиллигана (1964—1967). Роль умирающего Эрла Патриджа режиссёр вначале предложил Джорджу К. Скотту. Актёр в гневе отбросил сценарий и заявил, что это «худшее, что я читал; язык просто отвратителен». Роль Патриджа досталась Джейсону Робардсу. Робардс всего на год пережил своего героя.
Когда полицейский Джим Карринг теряет свой пистолет, на несколько мгновений в кадре мелькает человек в куртке с капюшоном. Это актёр Орландо Джонс, сцены с которым в фильм не вошли.
В фильме показано такое весьма редкое метеорологическое явление, как дождь из лягушек. В сцене дождя из лягушек было использовано 7900 резиновых лягушек; остальные были дорисованы на компьютере. Специально для защитников животных сообщили информацию, что в фильме нет ни одной настоящей лягушки. Андерсон рассказывал, что поначалу был не в курсе, будто дождь из лягушек — прямая цитата из Библии (Исход 8:2). Этот образ он взял из работы учёного Чарлза Форта. О библейском сюжете ему поведал актёр Генри Гибсон, после чего Андерсон сделал специальное указание на «первоисточник».

## Награды и номинации
- 2001 — три номинации на премию «Грэмми»: лучший сборник саундтреков к фильму, лучший саундтрек к фильму (Джон Брайон), лучшая песня к фильму (Эйми Манн, «Save Me»)
- 2001 — приз Guldbagge Института фильмов Швеции за лучший иностранный фильм (Пол Томас Андерсон)
- 2000 — три номинации на премию «Оскар»: лучшая мужская роль второго плана (Том Круз), лучший оригинальный сценарий (Пол Томас Андерсон), лучшая песня (Эйми Манн, «Save Me»)
- 2000 — два приза Берлинского кинофестиваля: Золотой медведь, «Berliner Morgenpost» (Пол Томас Андерсон)
- 2000 — премия «Спутник» за лучший актёрский состав, а также пять номинаций: лучший фильм — драма, лучший режиссёр (Пол Томас Андерсон), лучшая мужская роль второго плана — драма (Том Круз), лучший оригинальный сценарий (Пол Томас Андерсон), лучшая песня (Эйми Манн, «Save Me»)
- 2000 — премия «Золотой глобус» за лучшую мужскую роль второго плана (Том Круз), а также номинация за лучшую песню (Эйми Манн, «Save Me»)
- 2000 — номинация на премию «Выбор критиков» за лучший фильм
- 2000 — три номинации на премию Гильдии киноактёров США: лучшая мужская роль второго плана (Том Круз), лучшая женская роль второго плана (Джулианна Мур), лучший актёрский состав
- 2000 — номинация на премию Гильдии сценаристов США за лучший оригинальный сценарий (Пол Томас Андерсон)
- 2000 — приз ФИПРЕССИ в категории «Фильм года» на кинофестивале в Сан-Себастьяне (Пол Томас Андерсон)
- 2000 — премия Ассоциации кинокритиков Чикаго за лучшую мужскую роль второго плана (Том Круз), а также три номинации: лучший фильм, лучший режиссёр (Пол Томас Андерсон), лучший сценарий (Пол Томас Андерсон)
- 1999 — три премии Ассоциации кинокритиков Торонто: лучший фильм, лучший режиссёр (Пол Томас Андерсон), лучший сценарий (Пол Томас Андерсон)
- 1999 — три премии Национального совета кинокритиков США: лучшая мужская роль второго плана (Филип Сеймур Хоффман), лучшая женская роль второго плана (Джулианна Мур), лучший актёрский состав, а также попадание в десятку лучших фильмов года